# Turneffe
Turneffe – grupa wysp (niektóre o powierzchni powyżej 20 km²) i wysepek karaibskich położona na południowy wschód od San Pedro i Caye Caulker, u wybrzeży Belize w Ameryce Środkowej, w odległości 32 km od Belize City. Cały atol ma około 48 km długości i 16 km szerokości, co czyni go największym koralowym atolem w Belize na Wielkiej Mezoamerykańskiej Rafie Koralowej. 22 listopada 2012 atol został oficjalnie uznany za rezerwat morski Turneffe Atoll Marine Reserve.
Badania archeologicznie prowadzone na wyspach atolu odkryły pozostałości wiosek rybackich Majów, z okresu około 400 r. n.e.
Wyspy atolu zbudowane są z piasku, błota, żwiru lub gruzu koralowego, niektóre bardzo niskie będąc w ten sposób narażone na fale. Najwyższe wyspy są we wschodniej części atolu osiągając do 20 m wysokości. Turneffe posiada dwie laguny, północną i południową, których głębokość dochodzi do 4 m.

## Flora i fauna

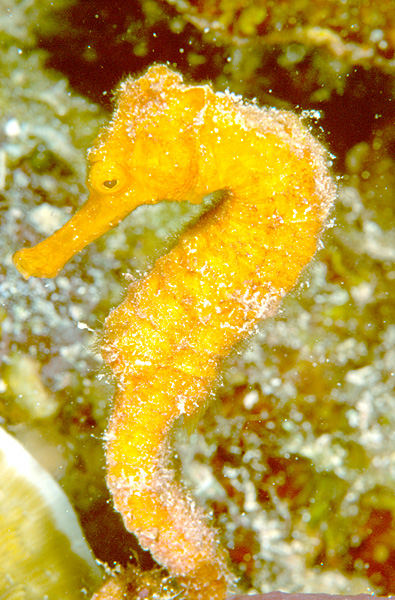
Konik morski z Turneffe

Duże obszary namorzynów i trawy morskiej są schronieniem dla wielu gatunków krokodyli, ryb, delfinów, manatów i bezkręgowców. Zamieszkuje go największa amerykańska populacja krokodyli słonowodnych (około 200-300 osobników) oraz zagrożone wyginięciem manaty karaibskie, występują tam również żółwie szylkretowe. Wyspy są żerowiskiem i miejscem rozmnażania butlonosów. Ponadto w szczycie sezonu migracyjnego na atolu znajduje się ponad 60 gatunków ptaków, w tym 18 gatunków ptaków lęgowych, wśród nich można wymienić: Sternule czy Patagioenas leucocephala.

## Turystyka
60% turystów odwiedzających Belize korzysta z morskich atrakcji głównie odwiedzając Turneffe, atol tym samym staje się ważnym elementem gospodarki całego kraju. Według ekspertów jest to jedno z siedmiu najlepszych miejsc na świecie do połowów ryb z rodziny albulowatych (tzw. bonefishing). Oprócz wędkarzy atol dzięki rafie koralowej przyciąga również nurków i amatorów snorkelingu. Temperatura wody wynosi tu przez cały rok od 26 do 29 °C, a jej przejrzystość od 15 do 40 m przy średniej rocznej temperaturze powietrza 27 °C.